# Balayan
Balayan è una municipalità di prima classe delle Filippine, situata nella Provincia di Batangas, nella Regione del Calabarzon.
Balayan è formata da 48 baranggay:
- Baclaran
- Barangay 1 (Pob.)
- Barangay 2 (Pob.)
- Barangay 3 (Pob.)
- Barangay 4 (Pob.)
- Barangay 5 (Pob.)
- Barangay 6 (Pob.)
- Barangay 7 (Pob.)
- Barangay 8 (Pob.)
- Barangay 9 (Pob.)
- Barangay 10 (Pob.)
- Barangay 11 (Pob.)
- Barangay 12 (Pob.)
- Calan
- Caloocan
- Calzada
- Canda
- Carenahan
- Caybunga
- Cayponce
- Dalig
- Dao
- Dilao
- Duhatan

- Durungao
- Gimalas
- Gumamela
- Lagnas
- Lanatan
- Langgangan
- Lucban Pook
- Lucban Putol
- Magabe
- Malalay
- Munting Tubig
- Navotas
- Palikpikan
- Patugo
- Pooc
- Sambat
- Sampaga
- San Juan
- San Piro
- Santol
- Sukol
- Tactac
- Taludtud
- Tanggoy